# Olympische Jugend-Winterspiele 2024/Skeleton
Bei den IV. Olympischen Jugend-Winterspielen 2024 in Gangwon fanden zwei Wettbewerbe im Skeletonfahren statt. Austragungsort war das Alpensia Sliding Centre, wo auch die Bob- und Rennrodelwettbewerbe stattfanden.

## Qualifikation
Jedes Nationale Olympische Komitee (NOK) konnte maximal drei Athleten pro Geschlecht qualifizieren. Teilnahmeberechtigt waren Sportler, die zwischen dem 1. Januar 2006 und dem 31. Dezember 2009 geboren sind.
Die Vergabe der Quotenplätze basierte auf der Gesamtpunktzahl, die jeder Athlet in der IBSF-Jugendrangliste in den Saisons 2022/23 und 2023/24 gesammelt hatte. Die Qualifikationsveranstaltungen bestanden aus zwölf Rennen auf mindestens vier verschiedenen Strecken. Es wurden nur die acht besten Ergebnisse der Athleten aus diesen zwölf Rennen berücksichtigt.
Die NOKs und das gastgebende NOK hatten Anspruch auf eine Quotenzuteilung für ihren bestplatzierten Athleten gemäß der am 10. Dezember 2023 veröffentlichten Rangliste, bis das Maximum von 20 Quoten pro Geschlecht erreicht war.
Folgende Nationen hatten einen Quotenplatz erreicht:
| NOK                 | Männer | Frauen | Gesamt |
| ------------------- | ------ | ------ | ------ |
| Brasilien           | 2      | 0      | 2      |
| Dänemark            | 1      | 1      | 2      |
| Deutschland         | 2      | 2      | 4      |
| Japan               | 0      | 1      | 1      |
| Kolumbien           | 1      | 0      | 1      |
| Lettland            | 2      | 3      | 5      |
| Niederlande         | 2      | 1      | 3      |
| Österreich          | 0      | 1      | 1      |
| Rumänien            | 1      | 2      | 3      |
| Serbien             | 2      | 0      | 2      |
| Slowakei            | 1      | 0      | 1      |
| Spanien             | 0      | 1      | 1      |
| Südkorea            | 1      | 2      | 3      |
| Thailand            | 0      | 2      | 2      |
| Ukraine             | 2      | 0      | 2      |
| Vereinigte Staaten  | 2      | 1      | 3      |
| Volksrepublik China | 0      | 1      | 1      |
| Gesamt: 17 NOKs     | 19     | 18     | 37     |

## Zeitplan
| Zeitplan Skeleton | Zeitplan Skeleton | Zeitplan Skeleton | Zeitplan Skeleton | Zeitplan Skeleton | Zeitplan Skeleton | Zeitplan Skeleton | Zeitplan Skeleton | Zeitplan Skeleton |
| Wettbewerbe       | Januar            | Januar            | Januar            | Januar            | Januar            | Januar            | Januar            | Januar            |
| Wettbewerbe       | 16.               | 17.               | 18.               | 19.               | 20.               | 21.               | 22.               | 23.               |
| ----------------- | ----------------- | ----------------- | ----------------- | ----------------- | ----------------- | ----------------- | ----------------- | ----------------- |
| Männer            |                   |                   |                   |                   |                   |                   |                   |                   |
| Frauen            |                   |                   |                   |                   |                   |                   |                   |                   |
| Entscheidungen    | 0                 | 0                 | 0                 | 0                 | 0                 | 0                 | 1                 | 1                 |

|  | Training |  | Medaillenentscheidung |

## Bilanz

### Medaillenspiegel
| Platz  | Land        | Gold | Silber | Bronze | Gesamt |
| ------ | ----------- | ---- | ------ | ------ | ------ |
| 1      | Lettland    | 1    | 1      | 1      | 3      |
| 2      | Deutschland | 1    | –      | –      | 1      |
| 3      | Ukraine     | –    | 1      | –      | 1      |
| 4      | Südkorea    | –    | –      | 1      | 1      |
| Gesamt | Gesamt      | 2    | 2      | 2      | 6      |

### Medaillengewinner
| Disziplin | Gold                   | Silber                   | Bronze             |
| --------- | ---------------------- | ------------------------ | ------------------ |
| Männer    | Emils Indriksons (LAT) | Jaroslaw Lawrenjuk (UKR) | Shin Yeon-su (KOR) |
| Frauen    | Maria Votz (GER)       | Darta Neimane (LAT)      | Laura Lēģere (LAT) |

## Ergebnisse

### Frauen
| Platz | Land | Athletin          | Zeit (min) |
| ----- | ---- | ----------------- | ---------- |
| 1     | GER  | Maria Votz        | 1:49,45    |
| 2     | LAT  | Dārta Neimane     | 1:49,79    |
| 3     | LAT  | Laura Lēģere      | 1:50,22    |
| 4     | DEN  | Nanna Johansen    | 1:50,28    |
| 5     | LAT  | Marta Andžāne     | 1:50,39    |
| 6     | AUT  | Sarah Baumgartner | 1:50,41    |
| 7     | KOR  | Chung Yee-un      | 1:50,90    |
| 8     | ROU  | Adelina Bădără    | 1:51,23    |
| 9     | GER  | Marie Angerer     | 1:51,79    |
| 10    | ROU  | Ioana Toma        | 1:52,03    |

Datum: 22. Januar 2024

### Männer
| Platz | Land | Athlet                 | Zeit (min) |
| ----- | ---- | ---------------------- | ---------- |
| 1     | LAT  | Emīls Indriksons       | 1:44,66    |
| 2     | UKR  | Jaroslaw Lawrenjuk     | 1:45,67    |
| 3     | KOR  | Shin Yeon-su           | 1:46,05    |
| 4     | LAT  | Dāvis Valdovskis       | 1:46,16    |
| 5     | GER  | Emil Schäfer           | 1:47,07    |
| 6     | ROU  | Theodor Buligescu      | 1:47,16    |
| 7     | GER  | Vinzenz Rosenberg      | 1:47,75    |
| 8     | ROU  | Luca Horațiu Ungureanu | 1:48,72    |
| 9     | NED  | Sander de Haan         | 1:49,25    |
| 10    | BRA  | Eduardo Strapasson     | 1:49,94    |

Datum: 23. Januar 2024